# Femminismo islamico
Il femminismo islamico è una forma di femminismo interessato a valorizzare il ruolo delle donne nell'Islam e a riprendere l'etica ugualitaria delle fonti del diritto islamico (Corano e Sunna) al fine di adattarle alle evoluzioni sociali contemporanee. Esso mira alla piena uguaglianza di tutti i musulmani, a prescindere dal sesso, nella vita pubblica e privata. Le femministe islamiche sostengono i diritti delle donne, l'uguaglianza di genere e la giustizia sociale basandosi in un contesto islamico. Sebbene radicate nell'Islam, le pioniere del movimento hanno utilizzato anche discorsi femministi laici, occidentali, o comunque non musulmani, e hanno riconosciuto il ruolo del femminismo islamico come parte di un movimento femminista globale integrato.
I sostenitori del movimento cercano di evidenziare gli insegnamenti profondamente radicati di uguaglianza nella religione, e incoraggiare a mettere in discussione l'interpretazione patriarcale degli insegnamento islamici attraverso Corano (libro sacro), ḥadīth (detti di Maometto) e shari'a (Legge) verso la creazione di una società più equa e giusta.

## Storia

### Riforme iniziali sotto l'Islam
Durante i primi giorni dell'Islam nel VII secolo, le riforme in materia di diritti delle donne hanno toccato il matrimonio, il divorzio ed l'eredità. Alle donne non sono stati concessi tali status giuridici in altre culture, tra cui l'Occidente, fino a secoli dopo. L'Oxford Dictionary of Islam afferma che il miglioramento generale della condizione delle donne nelle società arabe includeva il divieto dell'infanticidio femminile e il riconoscimento del pieno stato di persona (cfr. etica islamica). Secondo la legge islamica, il matrimonio non era più visto come uno status, ma piuttosto come un contratto, in cui il consenso della donna era indispensabile. "La dote, in precedenza considerata come il prezzo di una sposa pagato al padre, è diventato un dono nuziale trattenuto dalla moglie come parte della sua proprietà personale" (vedi anche controdote). Alle donne sono stati dati i diritti di successione in una società patriarcale che aveva in precedenza limitato l'eredità ai parenti maschi".
Annemarie Schimmel afferma che "rispetto alla posizione pre-islamica delle donne, la legislazione islamica ha significato un enorme progresso: la donna ha il diritto, almeno secondo la lettera della legge, di amministrare la ricchezza che ha portato nella famiglia o ha guadagnato con il proprio lavoro". William Montgomery Watt afferma che Maometto, nel contesto storico del suo tempo, può essere visto come una figura che ha testimoniato in nome dei diritti delle donne e ha migliorato notevolmente le cose. Watt spiega: "Nel momento in cui l'Islam è iniziato, le condizioni della donna erano terribili: non avevano alcun diritto di proprietà, dovevano essere la proprietà dell'uomo, e se l'uomo moriva tutto andava ai suoi figli." Maometto, però, "istituendo diritti di proprietà, eredità, 'istruzione e divorzio, ha dato alle donne alcune garanzie di base". Haddad e John Esposito sostengono che "Maometto ha concesso diritti e privilegi alle donne e nella sfera della vita familiare, del matrimonio, dell'educazione, e degli sforzi economici, diritti che aiutano a migliorare lo status delle donne nella società".

### Epoca d'oro islamica
Nonostante nel periodo pre-moderno mancasse un movimento femminista formale, un numero di figure importanti hanno sostenuto il miglioramento dei diritti e dell'autonomia delle donne. Questi vanno dal mistico e filosofo medievale Ibn Arabi, il quale sosteneva che le donne potessero raggiungere le stazioni spirituali altrettanto alte quanto gli uomini a Nana Asma'u, figlia del riformatore settecentesco Usman dan Fodio, che ha spinto per l'alfabetizzazione e l'educazione delle donne musulmane in quella che sarebbe diventata la Nigeria.

#### Educazione
Le donne hanno svolto un ruolo importante nel fondare molte istituzioni educative islamiche: per esempio quella dell'università al-Qarawiyyīn di Fès da parte di Fatima al-Fihri nell'859 d.C. Questo è continuato durante la dinastia Ayyubide nei secoli XII e XIII, quando 160 moschee e madrase furono fondate a Damasco, 26 delle quali finanziate da donne attraverso il sistema dei Waqf (beni di manomorta o fondazioni pie). Anche la metà di tutti i mecenati reali di queste istituzioni erano donne.
Secondo lo studioso sunnita Ibn ʿAsakir, vi erano nel XII secolo possibilità di istruzione femminile. Scrisse che le ragazze e le donne potevano studiare, ricevere la ijāza (autorizzazione all'insegnamento delle tradizioni ascoltate e commentate dal Maestro), e qualificarsi come studiose (ʿālim) e docenti. Particolarmente nel caso di famiglia istruite e erudite che volevano garantire la massima educazione possibile sia ai figli che alle figlie. Ibn ʿAsakir stesso aveva studiato con 80 diverse insegnanti donne.
L'educazione femminile nel mondo islamico era ispirato dalle mogli di Maometto: Khadija, una donna d'affari di successo, e ʿĀʾisha, accreditata nei secoli futuri come conoscitrice e divulgatrice di ḥadīth e come politica. Si dice che Maometto abbia elogiato le donne di Medina per il loro desiderio di conoscenza religiosa: "Come erano splendide erano le donne degli Anṣār; la vergogna non impediva loro di diventare conoscitrici nella fede."
Mentre non era comune per le donne iscriversi come studenti nelle classi normali, esse frequentavano però lezioni informali e sessioni di studio nelle moschee, madrase e in altri luoghi pubblici. Sebbene non ci fossero restrizioni legali in materia di istruzione femminile, alcuni uomini non approvavano questa pratica. Ad esempio, Muhammad ibn al-Hajj (m. 1336) era sgomento per il comportamento di alcune donne che informalmente ascoltavano le lezioni [nel suo tempo]:
(Awra si riferisce alle parti del corpo che dovrebbero rimanere coperte, Sulla questione delle donne nell'Islam medievale, Abdul Hakim Murad scrive:
"L'orientalista ungherese Ignaz Goldziher ha dimostrato che forse il quindici per cento degli studiosi di ḥadīth medievali erano donne, che insegnavano nelle moschee e erano universalmente ammirate per la loro integrità. Scuole come la Madrasa Saqlatuniyya al Cairo sono state finanziati e composte interamente da donne. Il più recente studio di accademiche musulmane, di Ruth Roded, delinea un dilemma straordinario per il ricercatore:
"Se gli storici americani ed europei sentono il bisogno di ricostruire la storia delle donne perché le donne sono invisibili nelle fonti tradizionali, gli studiosi islamici si trovano ad affrontare una pletora di materiale di origine che ha appena iniziato ad essere studiato. [. . .] Nel leggere le biografie di migliaia di studiose musulmane, si è stupiti dalla prova che contraddice la visione delle donne musulmane come marginali, isolate e limitate".
Gli stereotipi sono sotto una tensione quasi intollerabile quando Roded documenta il fatto che la percentuale di docenti di donne in molte scuole islamiche classiche era superiore che nelle moderne università occidentali. Nel XV secolo, al-Sakhawi dedica un volume del suo dizionario biografico in 12 volumi, il Dawʿ al-Lami, alle studiose, fornendo informazioni su 1.075 di loro.

#### Lavoro civile e militare
La forza lavoro del Califfato aveva diverse origini etniche e religiose, mentre sia gli uomini sia le donne erano coinvolti in diverse professioni e delle attività economiche.. Le donne erano impiegate in una vasta gamma di variegate attività commerciali e occupazioni nel settore primario (per esempio come contadine), settore secondario (come lavoratrici edili, tintrici, filatrici, ecc) e terziario (come investitrici, medici, infermiere, presidentesse di gilde, intermediari, venditrici ambulanti, finanziatrici, studiose, ecc). Le donne musulmane avevano un monopolio su alcuni rami dell'industria tessile, la più grande industria specializzata e orientata al mercato del tempo, in occupazioni come filatura, tintura e ricamo. In confronto, i diritti di proprietà e il lavoro salariato femminili erano relativamente rari in Europa fino alla rivoluzione industriale nei secoli XVIII e XIX.
Nel XII secolo, il famoso Qadi (giudice) e filosofo islamico Ibn Rushd, noto in Occidente come Averroè, ha sostenuto che le donne erano uguali agli uomini in tutti gli aspetti e possedevano pari capacità di brillare in pace e in guerra, citando esempi di guerriere tra gli arabi, i greci e gli africani per sostenere il suo caso. Nella storia musulmana degli esordi, esempi di donne degne di nota che hanno combattuto durante le conquiste musulmane e la Fitne (guerre civili) come soldati o comandanti includevano Nusayba bint Kaʿb al-Maziniyya, Aisha, Kahula e Wafeira.

#### Proprietà, matrimonio e altri diritti
In termini di diritti delle donne, le donne in genere hanno avuto meno restrizioni giuridiche sotto la legge islamica (sharīʿa) che in alcuni sistemi giuridici occidentali fino al XX secolo. Ad esempio, secondo interpretazioni tradizionali della sharīʿa, le donne avevano il diritto di mantenere i loro cognomi con il matrimonio; ereditare e conferire eredità; gestire i loro affari finanziari indipendentemente; e contrarre matrimoni e divorzi. Al contrario, le restrizioni alla capacità giuridica delle donne sposate sotto la legge francese non furono rimossi fino al 1965. Noah Feldman, professore di giurisprudenza all'Università di Harvard, osserva:
Quando i britannici applicarono la loro legge ai musulmani al posto della sharīʿa, come fecero in qualche colonia, il risultato fu di togliere alle donne sposate la proprietà che la legge islamica aveva sempre garantito loro: non esattamente un progresso verso l'uguaglianza dei sessi»
In contrasto con il mondo occidentale, durante e dopo il XV secolo, quando il divorzio fu relativamente raro fino ai tempi moderni, il ripudio (talaq) era un fenomeno comune nel mondo islamico. Nel sultanato mamelucco e all'inizio dell'Impero ottomano, il tasso di ripudi era superiore a quello che è oggi nel mondo islamico contemporaneo, almeno secondo uno studio. Nell'Egitto del XV secolo al-Sakhawi ha registrato la storia coniugale di 500 donne, il più grande campione sul matrimonio nel Medioevo, e ha scoperto che almeno un terzo di tutte le donne nel sultanato mamelucco d'Egitto e Siria si sposavano più di una volta, con molte che si sposavano anche tre o più volte.

### XIX secolo
Il movimento moderno del femminismo islamico è iniziato nel XIX secolo. La poetessa iraniana Táhirih è stata la prima donna moderna a intraprendere l'esegesi coranica. Nata e cresciuta in una famiglia musulmana tradizionale, sarebbe poi diventata un membro di spicco della fede Bábí, un periodo in cui denunciò apertamente la poliginia, l'indossare il velo e altre restrizioni poste alle donne. Una delle sue citazioni più importanti è la sua affermazione finale prima della sua esecuzione, "Potete uccidermi non appena vi piace, ma non potete fermare l'emancipazione delle donne".
Il giurista egiziano Qasim Amin, autore del libro pionieristico del 1899 La liberazione delle donne (Taḥrīr al-Marʾa), è spesso descritto come il padre del movimento femminista egiziano. Nel suo lavoro, Amin ha criticato alcune delle pratiche prevalenti nella società del suo tempo, come la poliginia, il velo, e il purdah, cioè la segregazione sessuale nell'Islam. Le ha condannate come non-islamiche e in contraddizione con il vero spirito dell'Islam. Il suo lavoro ha avuto un'enorme influenza sui movimenti politici delle donne in tutto il mondo islamico e arabo, ed è letto e citato oggi.
Malgrado gli effetti di Qasim Amin sui moderni movimenti femministi islamici, oggi la studiosa Leila Ahmed ritiene che le sue opere siano androcentriche e colonialiste. Muhammad Abduh, un nazionalista egiziano, [65] avrebbe potuto facilmente aver scritto i capitoli della sua opera che mostrano le considerazioni oneste degli effetti negativi del velo per le donne. Amin propose anche convinzioni sbagliate incentrate sull'uomo riguardo alle donne, come la loro incapacità di sperimentare l'amore, che le donne parlano inutilmente (quando ne avevano ottime ragioni) dei loro mariti fuori della loro presenza, e che il matrimonio musulmano è basato su ignoranza e sensualità, di cui le donne erano la fonte principale.
Meno note, invece, sono le donne che hanno preceduto Amin nella loro critica femminista delle loro società. La stampa delle donne in Egitto ha iniziato ad esprimere tali preoccupazioni fin dalle sue prime edizioni nel 1892. Donne e uomini egiziani, turchi, iraniani, siriani e libanesi leggevano riviste femministe europee anche un decennio prima, e discutevano la loro rilevanza per il Medio Oriente nella stampa generale.

### XX secolo
Aisha Abd al-Rahman, scrivendo sotto il suo pseudonimo di Bint al-Shaṭi ("Figlia dell'Argine del Fiume"), è stata la seconda donna moderna ad intraprendere l'esegesi coranica, e anche se non si considerava essere una femminista, le sue opere riflettono temi femministi. Iniziò a produrre i suoi libri popolari nel 1959, lo stesso anno in cui Naguib Mahfouz ha pubblicato la sua versione allegorica e femminista della vita di Maometto. Scrisse biografie delle prime donne nell'Islam, tra cui la madre, le mogli e le figlie del Profeta Maometto, così come critica letteraria. Fatema Mernissi ha sostenuto che gran parte della soppressione dei diritti delle donne nelle società islamiche è il risultato di mutamenti politici, con la conseguente interpretazione manipolativa dei hadith, che va contro la comunità islamica egualitaria di uomini e donne immaginata da Maometto.
Recentemente, alcune femministe islamiche hanno iniziato a sostenere l'uguaglianza nella moschea e l'uguaglianza nella preghiera, come si può vedere nelle sezioni "uguaglianza nella Moschea" e "uguaglianza nella preghiera" più avanti in questo articolo.

## Definizioni
Ci sono differenze sottili eppure sostanziali da notare tra i termini «femminista islamica/o e islamista. Ognuno di questi termini può essere utilizzato per uomini o donne.

### Femministe islamiche
Le femministe islamiche fondano le loro argomentazione nell'Islam e i suoi insegnamenti, cercano la piena uguaglianza di donne e uomini nella sfera pubblica e personale, e possono includere i non-musulmani nei discorsi e dibattiti.
Il femminismo islamico - che ha conosciuta una sua valida rappresentante in Zaynab al-Ghazali - è stato definito dagli studiosi e studiose islamici come più radicale del femminismo laico, e come ancorato all'interno del discorso dell'Islam con il Corano come suo testo centrale.
In tempi recenti il concetto di femminismo islamico è cresciuto ulteriormente, con gruppi islamici che cercano di raccogliere il sostegno dai più possibili aspetti della società, e donne musulmane istruite che cercano di articolare il loro ruolo nella società.
Nel suo libro del 2010 Paradise Beneath Her Feet, Isobel Coleman esplora l'ascesa del femminismo islamico in tutto il mondo musulmano, arabo e non-arabo, in Arabia Saudita, Iraq, Iran, Afghanistan e Pakistan.

### Islamisti
Gli islamisti sono sostenitori dell'Islam politico, la nozione che il Corano e i ḥadīth richiedano un califfato, cioè un governo islamico. Alcuni islamisti sostengono i diritti delle donne nella sfera pubblica, ma non mettono in discussione la disuguaglianza di genere nella sfera privata personale.

## Campagne e istanze

### Statuto personale
Una delle principali aree di studio e campagne per le femministe islamiche sono aspetti della sharīʿa (Legge islamica) noti come Statuto islamico personale (SIP) o il diritto di famiglia musulmano. Alcune delle questioni spinose riguardanti il modo in cui la SIP è stata formulata finora includono poliginia, divorzio, affidamento dei figli, la manutenzione e la proprietà coniugale. In aggiunta, ci sono anche problemi più ampi per quanto riguarda i presupposti di tale legislazione, per esempio, la supposizione dell'uomo come capo della famiglia.
Paesi a maggioranza musulmana che hanno promulgato qualche forma di LPM sono Arabia Saudita, Afghanistan, Pakistan, Libia, Sudan, Senegal, Tunisia, Egitto, Indonesia e Bangladesh. Paesi minoranza musulmana che hanno già incorporato la LPM nella propria legge o stanno considerando di passare legislazioni su aspetti della LPM sono India, Israele e Sudafrica.
Femministe islamiche hanno contestato la legislazione LPM in molti di questi paesi, sostenendo che queste legislazioni discriminano le donne. Alcune femministe islamiche hanno preso l'atteggiamento che una SIP riformata che si basa su Corano e Sunna, che comprende un contributo sostanziale da parte delle donne musulmane, e che non discrimina contro le donne è possibile. Queste femministe islamiche hanno lavorato sullo sviluppo di forme di LPM favorevoli per le donne. (Vedi, per esempio, il Consiglio canadese delle donne musulmane per un'argomentazione basata sul Corano e non su quello che chiamano consenso maschile medievale.) Altre femministe islamiche, in particolare alcune in contesti di minoranza musulmana che sono Stati democratici, sostengono che la SIP non dovrebbe essere riformata, ma respinta e che le donne musulmane dovrebbero chiedere un risarcimento, invece, dal diritto civile di questi Stati.

### Uguaglianza nel guidare la preghiera
Secondo le scuole tradizionali attualmente esistenti dell'Islam, una donna non può guidare una congregazione di genere misto nelle salat (preghiera). Alcune scuole fanno eccezioni per le tarawih (preghiere opzionale durante il Ramadan) o per una congregazione costituita solo da parenti stretti. Alcuni studiosi medievali, tra cui Muhammad ibn Jarir al-Tabari (838-923), Abu Thawr (764-854), Isma'il Ibn Yahya al-Muzani (791-878), e Ibn Arabi (1165-1240), consideravano la pratica ammessa almeno per preghiere opzionali (nafl); tuttavia, le loro opinioni non sono accettate da qualsiasi dei maggiori gruppi superstiti. Femministe islamiche hanno iniziato a protestare contro questo.
Il 18 marzo del 2005, Amina Wadud ha guidato una congregazione di genere misto nella preghiera del venerdì a New York e ha scatenato una polemica all'interno della comunità musulmana perché l'imam era una donna e perché Wadud aveva pronunciato anche la khuṭba. Inoltre, la congregazione a cui si è rivolta non era separata per sesso. Questo evento che è partito dalla pratica rituale stabilito è diventato una performance incarnata di giustizia di genere agli occhi dei suoi organizzatori e partecipanti. L'evento è stato ampiamente pubblicizzato dai media mondiali e ha causato un dibattito altrettanto globale tra i musulmani. Tuttavia molti musulmani, tra cui donne, rimangono in disaccordo con l'idea di una donna come imam. Muzammil Siddiqi, presidente del Consiglio Fiqh del Nord America, ha affermato che la conduzione preghiera dovrebbe rimanere limitata agli uomini. Ha basato la sua argomentazione sulla pratica di lunga data e quindi consenso della comunità e ha sottolineato il pericolo per le donne di distrarre gli uomini durante le preghiere.

### Codici di abbigliamento
Un altro problema che riguarda le donne musulmane è il codice di abbigliamento che è aspettato da loro. L'Islam richiede sia agli uomini sia alle donne di vestire con modestia; questo concetto è noto come hijab e copre una vasta interpretazione del comportamento e dei capi di abbigliamento. Ci sono pareri contrastanti tra le femministe musulmane sugli estremi del controllo imposto dall'esterno.
Un certo numero di femministi islamici, tra cui Fadela Amara e Hedi Mhenni sostengono il bando dell'hijab, per vari motivi. Amara ha spiegato il suo sostegno per il divieto in Francia del capo d'abbigliamento negli edifici pubblici: «Il velo è il simbolo visibile della sottomissione delle donne, e quindi non ha posto negli spazi secolari misti del sistema scolastico pubblico francese.» Quando alcune femministe cominciarono a difendere il velo per motivi di "tradizione", Amara è stato citata dicendo: «Non è la tradizione, è arcaico! Le femministe francesi sono totalmente contraddittorie. Quando le donne algerine hanno combattuto contro l'indossare il velo in Algeria, le femministe francesi le hanno sostenute. Ma quando si tratta di qualche giovane ragazza in una scuola di periferia francese, non lo fanno. Definiscono la libertà e l'uguaglianza in base a qual è il colore della tua pelle. Non è niente di più che neocolonialismo». Anche Mhenni ha espresso sostegno per il divieto della Tunisia sul velo: «Se oggi accettiamo il velo, domani accetteremo che i diritti delle donne al lavoro e al voto e all'educazione possano essere vietati e saranno considerate solo uno strumento per la riproduzione e i lavori domestici».
Sihem Habchi, femminista e direttrice di Ni Putes Ni Soumises, ha espresso sostegno per il divieto della Francia sul burqa nei luoghi pubblici, affermando che il divieto era una questione di "principio democratico" e di proteggere le donne francesi dal "movimento di destra fascista e oscurantista" che sostiene che il burqa rappresenta.
Mentre molti musulmani sono contro il velo, c'è anche un forte sostegno a favore del velo. Molte persone, sia uomini sia donne, ora considerano il velo come simbolo di libertà islamica. «Non è più una versione bandana del burqa afghano onnicomprensivo, che segnala la sottomissione lavaggio del cervello di una donna o per lo meno la sua mancanza di scelta». Molti studiosi concordano sul fatto che non vi è alcuna Scrittura che richiede alle donne di indossare l'hijab, ma molte ancora lo fanno come atto di pietà religiosa.
Il Corano afferma che sia gli uomini che le donne devono essere vestiti modestamente (33:59-60, 24:30-31; nella traduzione da Ali, 1988, 1126-1127). Però non usa le parole velo, hijab, burka, chador, o abaya. Utilizza le parole jilbāb dal significato di "mantello" e khumur dal significato di "scialle". Questi non coprono il viso, le mani o i piedi. Inoltre, dal III fino al IX secolo le donne pregavano nelle moschee senza velo. Coprire l'intero corpo con burka, chador, e altri capi di abbigliamento è una tradizione e manifesto culturale da una lettura conservatrice del Corano da parte mullah; uomini. Non è ciò che il Corano stesso afferma. Corano, II:256, afferma: «Non vi sia costrizione nella religione» (Lā ikrāḥ fī l-dīn)

### Uguaglianza nella moschea
Un sondaggio del Council on American Islamic Relations (Consiglio delle relazioni islamiche americane) ha dimostrato che due moschee su tre nel 2000 richiedevano che le donne pregassero in una zona separata, più delle una su due del 1994. Le femministe islamiche hanno cominciato a protestare contro questo, sostenendo che le donne siano autorizzati a pregare accanto a uomini senza una partizione come fanno a La Mecca. Marsh, Julia (2010-02-22). "Protesters Break Prayer Rules at Leading Mosque". Women's eNews. Retrieved 2012-08-13. Nel 2003, Asra Nomani ha sfidato le regole nella sua moschea di Morgantown, West Virginia, che richiedevano che le donne entrassero attraverso una porta sul retro e pregassero in un balcone appartato. Ha sostenuto che, poiché nel VII secolo il profeta islamico Maometto non aveva messo le donne dietro le partizioni, che le barriere fossero solo regole sessiste imposte dall'uomo. Gli uomini nella sua moschea la misero sotto processo per essere bandita.
Nel 2005, a seguito di agitazione pubblica sulla questione, organizzazioni musulmane, comprese CAIR e la Società Islamica del Nord America, ha pubblicato un rapporto sul rendere le moschee "a misura di donna", affermando i diritti delle donne nelle moschee, tra cui il diritto di pregare nella sala principale senza una partizione.
La musulmana americana Fatima Thompson e pochi altri hanno organizzato e partecipato ad una sit-in di preghiere ("pray-in") nel 2010 presso il Centro Islamico di Washington. La polizia è stata convocata e ha minacciato di arrestare le donne quando si rifiutarono di lasciare la sala di preghiera principale e hanno continuato la loro protesta contro l'essere rinchiuse in quello che indicato come la "panca della penalità" di uno spazio di preghiera riservata alle donne. Una seconda protesta organizzata dalle stesse donne, alla vigilia della Giornata internazionale della donna nel 2010 ha portato a chiamate alla polizia e nuove minacce di arresto. Tuttavia, le donne non furono arrestate in nessuna delle due occasioni.
Inoltre, a maggio 2010 cinque donne pregavano con gli uomini della moschea Dar al-Hijrah, uno dei più grandi centri islamici della regione di Washington. Dopo le preghiere, un membro della moschea chiamò la polizia di Fairfax, che ha chiesto alle donne di andarsene. Tuttavia, nel corso del 2010 è stato deciso che la polizia del District of Columbia non sarebbe più intervenuta in tali proteste.